# Bridget Moynahan
Kathryn Bridget Moynahan (Binghamton, Nueva York; 28 de abril de 1971) es una actriz y modelo estadounidense. Se la conoce por sus interpretaciones en las películas Coyote Ugly, Yo, robot, Invasión del mundo: Batalla Los Ángeles  y Lord of War. En televisión también es conocida por interpretar a Erin Reagan-Boyle en la serie Blue Bloods (Familia de policías), ayudante del Fiscal e hija del Jefe de la Policía de Nueva York Frank Reagan (Tom Selleck).

## Biografía
Moynahan nació en Nueva York, hija de Mary Bridget y Edward Bradley Moynahan, y creció en Longmeadow, Massachusetts, junto con sus hermanos, Andrew y Sean, siendo ella la hermana mediana. Asistió a la Longmeadow High School de la cual se graduó en 1989. En el instituto participó en actividades deportivas tales como el baloncesto y el hockey.

## Carrera profesional
En 1999 hizo su primera gran interpretación (apareció como invitada) en el papel de Natasha en la serie de televisión Sexo en Nueva York. El papel que la empujó a la fama en un largometraje fue el de Rachel en El Bar Coyote, un año después. Desde entonces apareció en un gran número de éxitos cinematográficos, entre ellos Pánico nuclear, La prueba, Lord of War y Yo, robot. En 2010 comenzó a trabajar en la serie de televisión Blue Bloods. Como modelo apareció en portadas de numerosas revistas, entre las que se cuentan Elle, Self, Fitness, New Woman y Glamour. En mayo de 2006, la revista Maxim la clasificó en el puesto 96 de su lista anual Hot 100, y fue situada en el puesto 67 del Top 99 de mujeres de 2007 de la página web AskMen.com.

## Vida personal
Bridget tuvo un romance desde el año 2004 y hasta 2006 con el quarterback de la NFL Tom Brady. Juntos tuvieron un hijo, John Edward Thomas Moynahan, nacido el 24 de agosto de 2007 en el hospital Saint John's Health Center en Santa Mónica, California.

## Filmografía

### Film
| Año  | Título               | Rol                          | Notas |
| ---- | -------------------- | ---------------------------- | ----- |
| 1999 | Row Your Boat        | Dueña de departamento        |       |
| 2000 | In the Weeds         | Amy                          |       |
| 2000 | Trifling with Fate   | Fame                         |       |
| 2000 | Coyote Ugly          | Rachel                       |       |
| 2000 | Whipped              | Marie                        |       |
| 2001 | Serendipity          | Halley Buchanan              |       |
| 2002 | The Sum of All Fears | Dra. Cathy Muller            |       |
| 2003 | The Recruit          | Agente de la CIA Layla Moore |       |
| 2004 | I, Robot             | Dra. Susan Calvin            |       |
| 2005 | Lord of War          | Ava Fontaine                 |       |
| 2006 | Gray Matters         | Charlie Kelsey               |       |
| 2006 | Unknown              | Eliza Coles                  |       |
| 2007 | Prey                 | Amy Newman                   |       |
| 2007 | Noise                | Helen Owen                   |       |
| 2010 | Ramona and Beezus    | Dorothy Quimby               |       |
| 2011 | Battle: Los Angeles  | Michele                      |       |
| 2014 | Small Time           | Barbara                      |       |
| 2014 | Midnight Sun         | Luke's Mom                   |       |
| 2014 | John Wick            | Helen Wick                   |       |
| 2017 | John Wick: Chapter 2 | Helen Wick                   |       |
| 2019 | Crown Vic            | Tracy Peters                 |       |
| 2023 | John Wick: Chapter 4 | Helen Wick                   |       |

### Televisión
| Año          | Título                | Rol              | Notas                                         |
| ------------ | --------------------- | ---------------- | --------------------------------------------- |
| 1999–2000    | Sex and the City      | Natasha Naginsky | Rol recurrente (7 episodios)                  |
| 2001         | Going to California   | Lily             | Episodio: "Lily of the Field"                 |
| 2006–2007    | Six Degrees           | Whitney Crane    | Rol central (13 episodios)                    |
| 2008         | Eli Stone             | Ashley Cardiff   | Episodios: "Help!", "Owner of a Lonely Heart" |
| 2009         | Bunker Hill           | Erin Moriarty    | Film para TV                                  |
| 2010–present | Blue Bloods           | Erin Reagan      | Rol central                                   |
| 2021         | And Just Like That... | Natasha Naginsky | 1 episodio                                    |